# Pediacus andrewsi
Pediacus andrewsi is een keversoort uit de familie platte schorskevers (Cucujidae). De wetenschappelijke naam van de soort werd in 2004 gepubliceerd door Oldfield Thomas.